# Малхасов Михайло Орестович
Михайло Орестович Малхасов (рос. Михаил Орестович Малхасов, 21 листопада 1909, Одеса — 6 березня 1976, там само) — радянський футболіст, тренер. Суддя республіканської категорії (1948). Автор першого гола в історії одеських команд майстрів.

## Біографія

Київське «Динамо» перед матчем із дніпропетровським. Зліва направо: Пржепольський, Сердюк, Бардадим, Малхасов, Синиця, Тютчев, Піонтковський, Печений, Бланк, Денисов, Ідзковський

Один з найтехнічніших гравців України. Виділявся філігранною технікою, бездоганним володінням м'ячем, кмітливістю, вмінням завершити атакуючу комбінацію. У футбол почав грати в команді «Чорне море» у 1921 році, після чого був одним з лідерів найсильніших команд чемпіонату Одеси 1920-х років — «Местрана» і «Кожтреста», у складі яких ставав чемпіоном міста.
Разом із Штраубом Малхасов складав зв'язку на правому фланзі атаки: обидва виділялися блискучою технікою і чудово розуміли один одного. У грі Малхасова завжди була присутня думка, він був справжнім конструктором атак. Борис Галінський називав його «одним з найтехнічніших футболістів республіки».
Граючи за збірну Одеси, Малхасов був помічений в київському «Динамо», в який перебрався разом з своїм земляком Степаном Синицею в 1929 році.
У 1932 році захищав кольори іванівського «Динамо», а в 1934 році грав за московську «Промкооперацію».
У 1930 і 1933 роках під № 3 входив до числа 33-х найкращих футболістів СРСР на позиціях правого напівсереднього (1930) і правого крайнього (1933).
У 1936 році Малхасов у складі одеського «Динамо» дебютував у клубному чемпіонаті СРСР і став автором першого голу в історії одеських команд майстрів, 30 травня 1936 року вразивши ворота одноклубників з Ростова-на-Дону.
У складі «Динамо» Малхасов зіграв 48 матчів, з них 27 — у групі А (вища ліга СРСР), і забив 12 м'ячів (3 — у вищому дивізіоні).
У 1939 році Цона, як називали його одеські вболівальники, завершив активну ігрову кар'єру, ставши граючим тренером своєї команди, а після війни працював адміністратором, тренером і начальником команди.
У 1948 році Малхасов значно розширив свій футбольний дивізіон, ставши суддею республіканської категорії.
Протягом всього свого життя Малхасов брав активну участь у роботі міських та обласних футбольних відомств, тренував аматорські колективи і сам нерідко виходив на поле.
Помер 6 березня 1976 року.
У 2001 році увійшов до числа кращих футболістів Одеси ХХ століття.